# Karl Vollers
Karl Vollers, född den 19 mars 1857 i Hooksiel (Oldenburg), död den 5 januari 1909 i Jena, var en tysk orientalist.
Vollers blev 1882 bibliotekstjänsteman i Berlin, 1886 direktör för kedivbiblioteket i Kairo och 1896 professor i orientaliska språk i Jena. Bland hans arbeten märks Das Dodekapropheton der Alexandriner (2 band 1880-1882), Pentateuchus Samaritanus III-V (1883-1891; del I-II utgivna av Petermann), Lehrbuch der aegypto-arabischen Umgangssprache (1890), The System of Arabic sounds, as Based upon Sibaweih and Ibn Yaïsh (i orientalistkongressens i London förhandlingar, 1892), Fragmente aus dem Mugrib des Ibn Sa'id (1894), Die Gedichte des Mutalammis arabisch und deutsch (1903), Katalog der islamischen, christlich-orientalischen, jüdischen und samaritanìschen Handschriften der Universitätsbibliotek zu Leipzig (1906), Volksprache und Schriftsprache im alten Arabien (1906). I sistnämnda skrift påvisar Vollers, att koranens språk innehåller vulgarismer från folkspråket, en åsikt, som han framförde på orientalistkongressen i Alger 1905, där den åstadkom häftigt tumult bland de arabiska deltagarna. Därjämte skrev Vollers Die Weltreligionen in ihrem geschichtlichen Zusammenhang (1907). Dessutom lämnade Vollers många bidrag till facktidskrifter.